# 日本童軍總會
日本童軍總會（日语：ボーイスカウト日本連盟）是日本主要的童軍組織，戰前稱為「少年團日本聯盟」，1935年後稱「大日本少年團聯盟」，直到戰後才更改為現名。1922年創立時只招收男性成員，1925年開始在臺灣設立童軍團，但在1941年被日本政府跟其他青少年團體合併而短暫停擺。戰後在美軍的監督下重新開始運作，直到1995年才開始實施男女混合制度。雖然在第二次世界大戰期間，童軍運動受到嚴重的打擊，但在戰後開始逐漸復甦，直到2012年3月為止，共有143,272名成員。

## 歷史

### 早期歷史

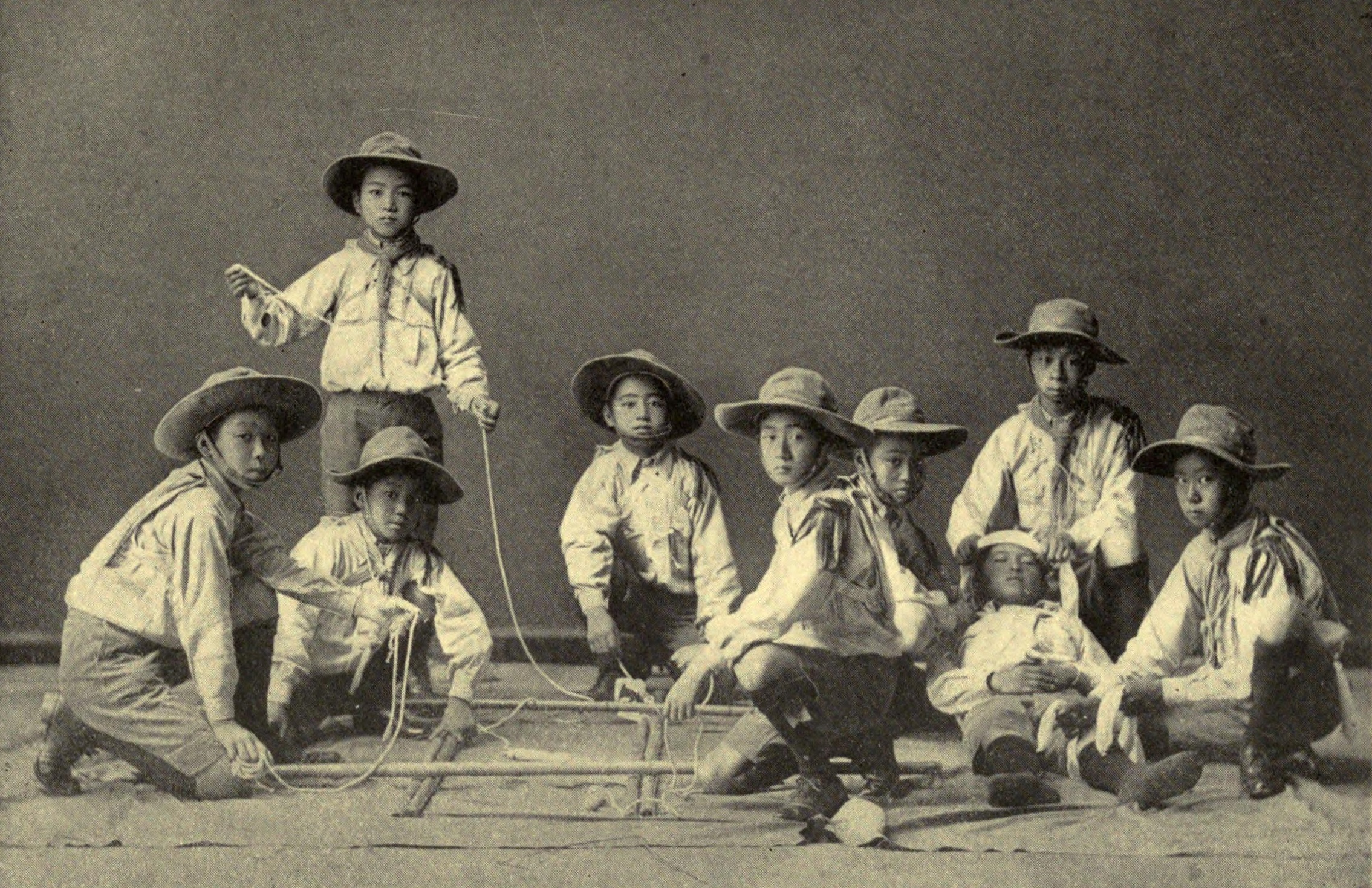
1912年橫濱的日本童軍（《The Japan Gazette》，1912年4月3日）

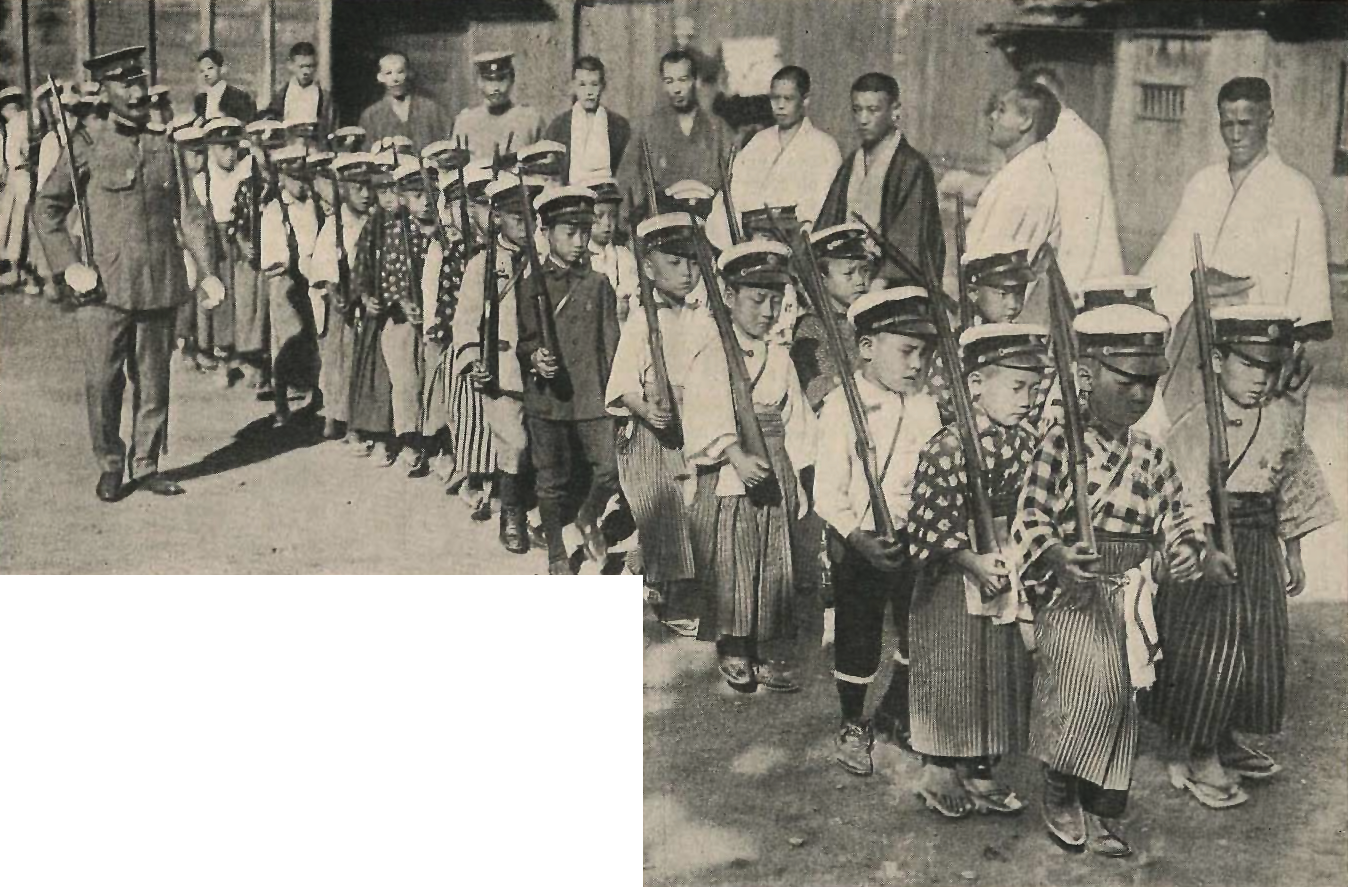
1916年的日本童軍，當時正在訓練使用步槍（《弗兰克·莱斯利新闻画报》，1916年1月13日）

1911年，乃木希典將軍陪同東伏見宮依仁親王出席英國國王喬治五世的加冕典禮。當時「旅順港的防衛者」乃木希典，經由引見認識了「梅富根的防衛者」羅伯特·貝登堡。
1912年，貝登堡訪問日本，當時歡迎他的是來自橫濱的童軍團，也就是橫濱第1團。該童軍團成立於1911年，其組成主要為英國的男孩，也包含小部分的美國、丹麥與挪威男孩，由克拉倫斯·格里芬領軍，登記在英國童軍底下，而格里芬的童軍團長資格則由貝登堡認證。日本童軍總會承認格里芬為日本第一位童軍團長，也承認「橫濱第1團」為日本第一個童軍團，並在位於橫濱外國人墓地的格里芬墓旁立碑以資紀念。1918年，該團被登記為「國際童軍團」，以讓全球各地的男孩參與。1923年，該團成為第一個直接登記於國際童軍總部（今世界童軍總部）的童軍團。如今該童軍團仍活躍於橫濱，命名為國際童軍第1團。
1920年，下田豊松、小柴博與理查·鈴木（Richard Suzuki）等3名代表出席了第1次世界童軍大露營。下田與小柴皆為成人，而當他們在船上遇見鈴木，發現他是童軍成員，便邀請他參與大露營。鈴木的父親為日本人，母親為英國人，當時他正前往英格蘭留學，也是橫濱第1團的成員。身為此次大露營中唯一的日本童軍代表，他參與了其中「民族大遊行」的日本代表。
1923年發生了關東大地震，東京與神戶的童軍成員動員投入救災，引起了公眾注目。醫師與政治家後藤新平伯爵成為第一任日本童軍總領袖，並肩負起重建任務。後藤當時身為鐵道大臣，開始周遊日本各地，並在工作之餘促進童軍運動的發展。1924年，日本派出25名童軍代表隊參與丹麥的第2次世界童軍大露營，由佐野常羽伯爵領軍，並於極偉園參與木章訓練課程。佐野伯爵回到日本後，首次展開日本幼童軍與童軍服務員的訓練課程，稱之為「實修所」（日语：実修所），並延續到今日，成為「講習會」（日语：講習会）與「研修會」（日语：研修会）兩個先修課程之上的正規課程。
1931年－1939年，二荒芳德成為第一位進入世界童軍運動組織世界童軍委員會的日本籍成員。
1937年2月，竹下勇被任命為日本童軍、海童軍與YMCA的領袖，成為當時日本軍事化的一環。

### 總領袖
- 第1任：後藤新平，1924年－1929年
- 第2任：齋藤實，1935年－1936年
- 第3任：竹下勇，1937年－1945年
- 第4任：三島通陽（英语：Mishima Michiharu），1951年－1965年[6]
- 第5任：久留島秀三郎（英语：Hidesaburo Kurushima），1966年－1970年
- 第6任：松方三郎（英语：Saburo Matsukata），1971年－1973年[7]
- 第7任：渡邊昭（英语：Akira Watanabe (Scouting)），1974年－2003年[7]
- 第8任：佐波正一（英语：Shōichi Saba），2003年－2006年4月1日[8]
- 第9任：橋本綱雄，2006年4月1日－2010年3月31日
- 第10任：奧島孝康，2010年4月1日至今

## 諾言（誓詞）與規律

### 諾言（誓詞）
日本童軍總會稱童軍以上的諾言為「誓詞」（ちかい），稚齡童軍與幼童軍則維持「諾言」（やくそく）。
| 稚齡童軍 日文 -{ぼく（わたくし）は みんなとなかよくします ビーバー隊のきまりをまもります}- 譯文 我將友善對待每一個人， 並守護稚齡童軍規律。 |  | 幼童軍 日文 -{ぼく（わたくし）は まじめにしっかりやります カブ隊のさだめを守ります}- 譯文 我承諾為人會誠實與穩健， 並遵守幼童軍規律。 |  | 童軍以上 日文 -{私は、名誉にかけて、次の3条の実行をちかいます。 1. 神（仏）と国とに誠を尽くしおきてを守ります。 2. いつも、他の人々をたすけます。 3. からだを強くし、心をすこやかに、徳を養います。}- 譯文 憑我的榮譽，我承諾我願盡力實行以下三事： 1. 對神（佛）與國家盡本分，遵守童軍規律； 2. 隨時隨地扶助他人； 3. 力求自己體格強健、心智清明與道德正直。 |